# George Smith Houston
George Smith Houston, ameriški politik, * 17. januar 1811, Franklin, Tennessee, † 31. december 1879, Athens, Alabama.
Houston je bil guverner Alabame (1874-1878) in senator ZDA iz Alabame (1879).